# Love Letters in the Sand
Love Letters in the Sand è un brano musicale pubblicato nel 1931 e reso celebre dalla versione di Pat Boone.
Il testo è stato scritto da Nick Kenny assieme a Charles Kenny mentre la musica è stata composta da J. Fred Coots.
Pat Boone ne ha inciso una versione nel 1957 che ha ottenuto un enorme successo commerciale . e che venne inserita nella colonna sonora del film La donna del sogno diretto da Henry Levin e incisa anche in italiano con il testo di Misselvia e il titolo Parole d'amore sulla sabbia.

## Il brano
La canzone fu registrata per la prima volta il 26 agosto 1931, da Helen Rowland con la Majestic Dance Orchestra.
La versione di Pat Boone, registrata nell'aprile del 1957, è diventata una hit tra il giugno e Il luglio dello stesso anno, restando per 5 settimane al primo posto nella Billboard Hot 100 e per un totale di 34 settimane in classifica.

## Altre cover
- Johnny Dorelli
- Leroy Van dyke
- Gene Austin